# 네옴팔루스목
네옴팔루스목(Neomphaloida)은 1997년 폰더와 린드버그의 복족류 분류에서 직복족아강에 속했던 복족류 목의 하나였다. 열수분출공 복족류로 불렸으며, 2개 상과로 구성되었다. 현재, 2005년의 부쉐 & 로크루아 분류에서는 고복족류로 분류한다.

## 하위 분류
- 상목 분류가 불확실한(incertae sedis) 목 - "열수분출공 분류"
  - 네옴팔루스목 (Neomphaloida) Sitnikova & Starobogatov, 1983
    - 네옴팔루스상과 (Neomphaloidea) McLean, 1981
    - 펠토스피로이데이아상과 (Peltospiroidea_ McLean, 1989 - Peltospiroidea n. sp.